# Diócesis de Segorbe-Castellón
La diócesis de Segorbe-Castellón de la Plana (en latín: Dioecesis Segobricensis-Castellionensis y en catalán: Bisbat de Sogorb-Castelló) es una circunscripción eclesiástica de la Iglesia católica en España. Se trata de una diócesis latina, sufragánea de la archidiócesis de Valencia. Desde el 25 de abril de 2006 su obispo es Casimiro López Llorente.

## Territorio y organización

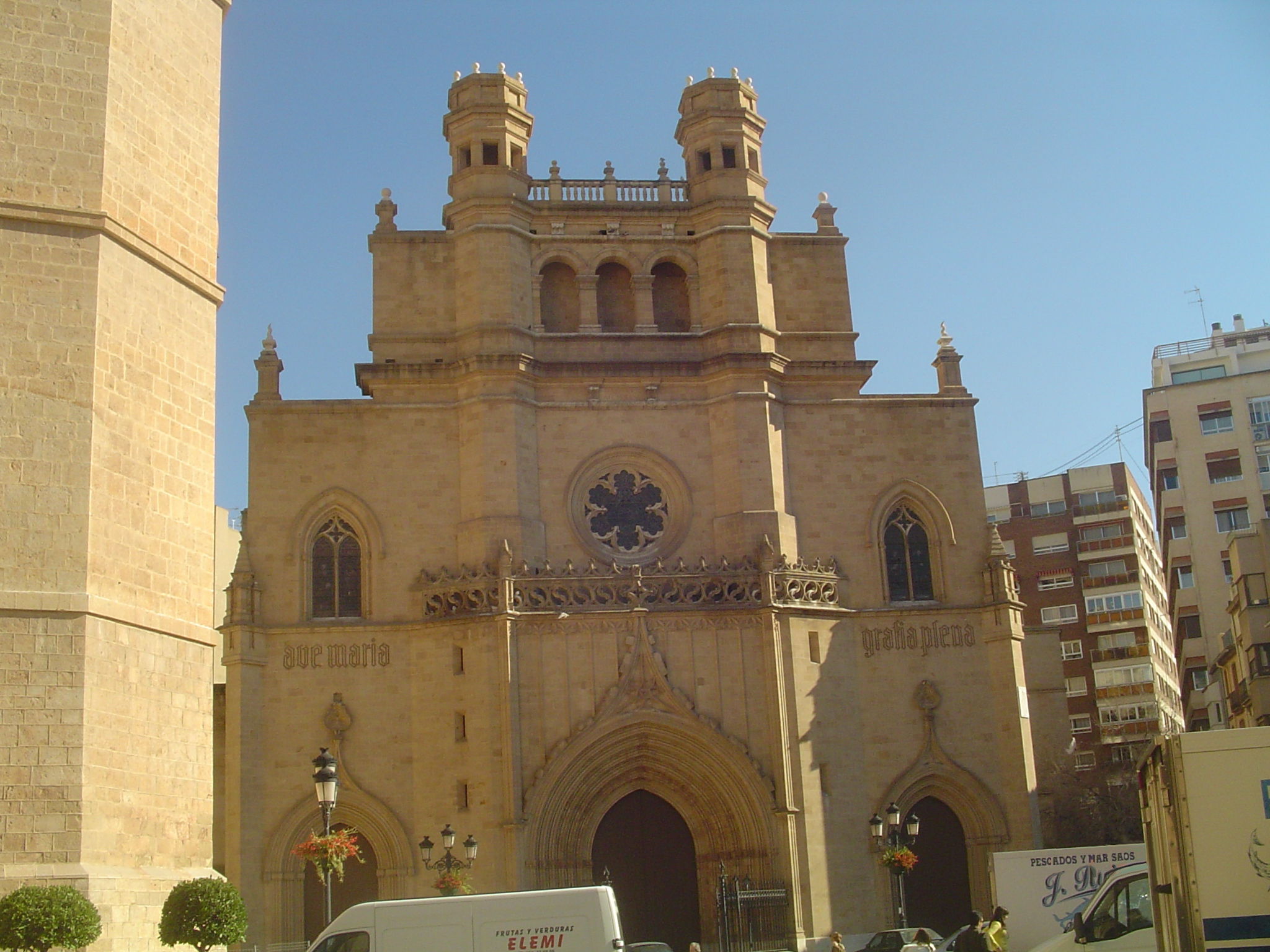
Concatedral de Santa María

La diócesis tiene 4350 km² y extiende su jurisdicción sobre los fieles católicos de rito latino residentes en la Comunidad Valenciana: en la provincia de Castellón, excepto la parte meridional, constituida por 63 municipios, que pertenecen a la archidiócesis de Valencia.

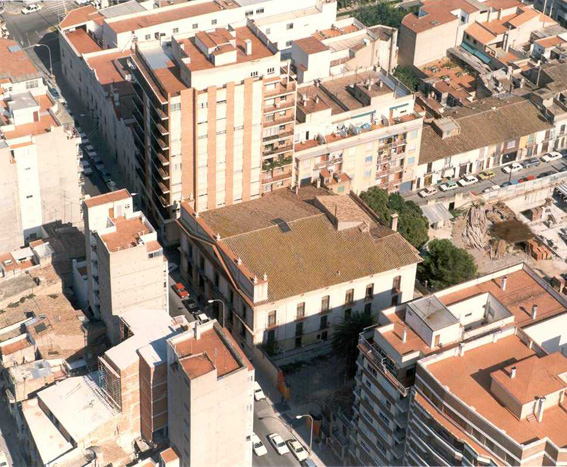
Palacio episcopal en Castellón de la Plana

La sede de la diócesis se encuentra en la ciudad de Segorbe, en donde se halla la Catedral basílica de Santa María de la Asunción. En Castellón de la Plana se encuentra la Concatedral de Santa María. En el territorio diocesano existen otras tres basílicas menores: la basílica del Salvador, en Burriana, la basílica de San Pascual Baylón, en Villarreal, y la basílica de Santa María de Lledó, en Castellón de la Plana. Hay un Palacio episcopal en Segorbe, y otro en Castellón, residencia oficial episcopal en Castellón, del S:XVIII y de estilo neoclásico, está catalogado como B.I.C., y está inscrito en  Patrimoni Cultural de la Comunitat Valenciana, y en Patrimonio Nacional.

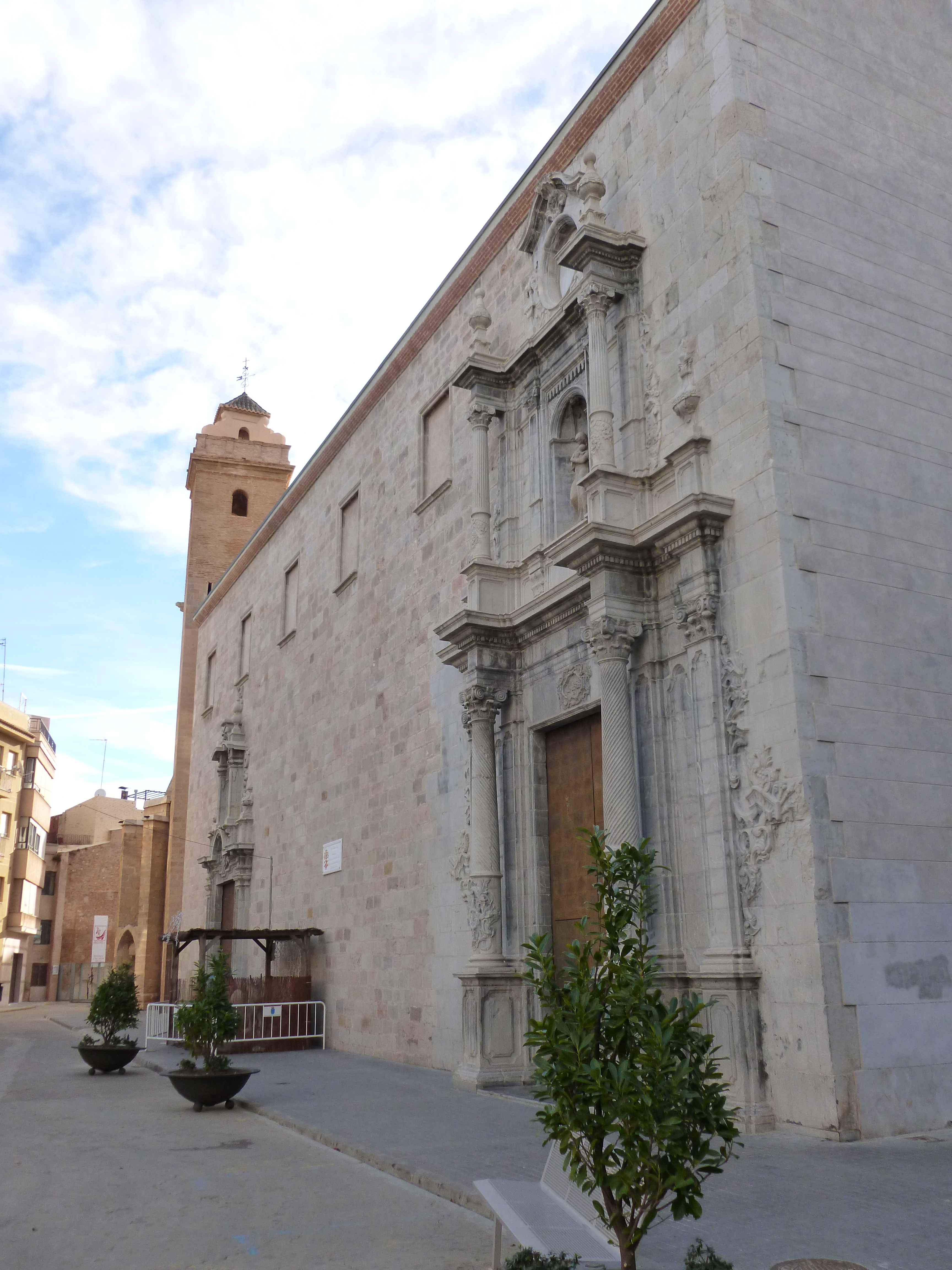
Basílica menor del Salvador, en Burriana

En 2021 en la diócesis existían 214 parroquias agrupadas en 14 arciprestazgos y estos en 4 vicarías.

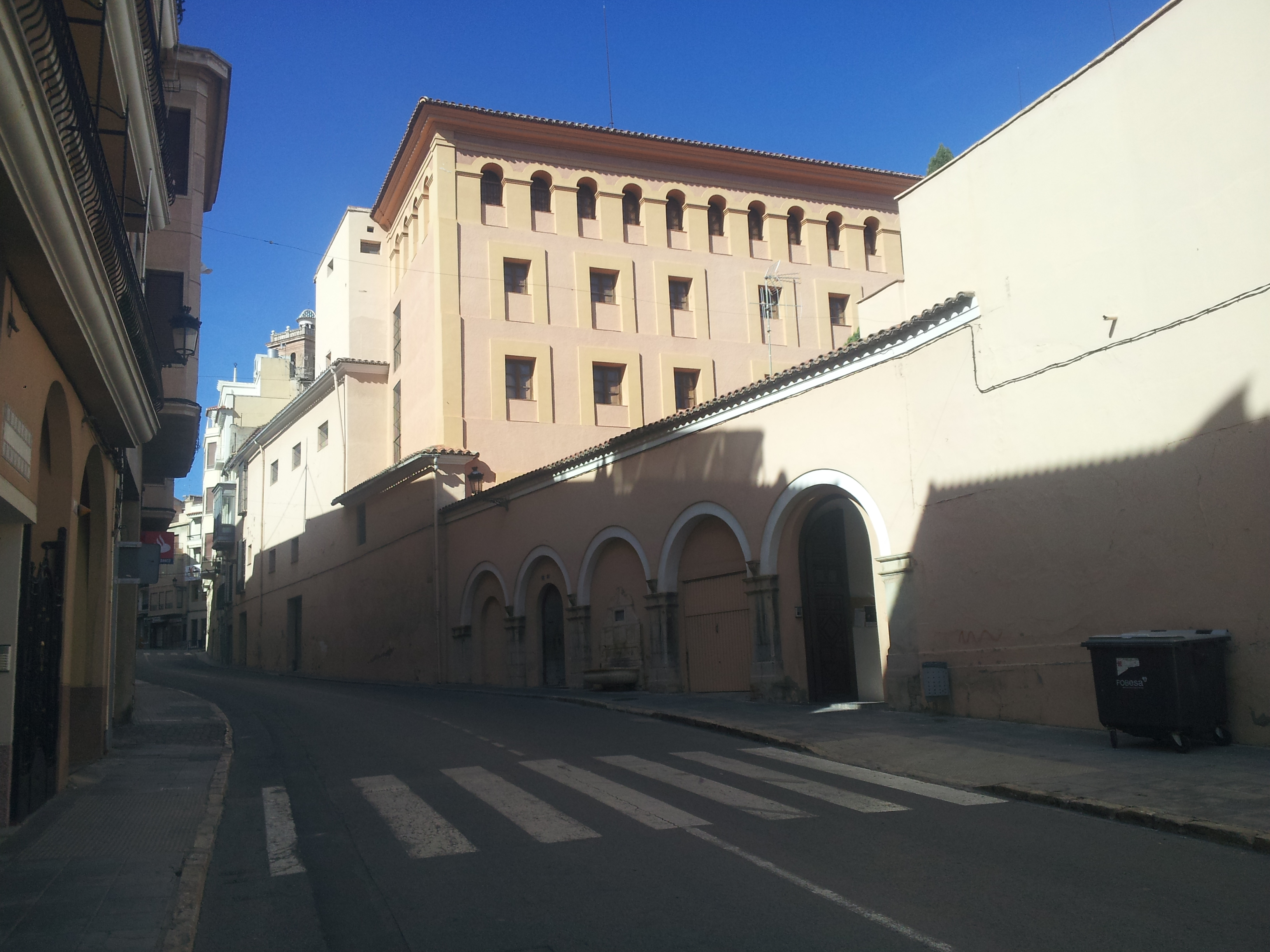
Seminario diocesano, en Segorbe

## Historia

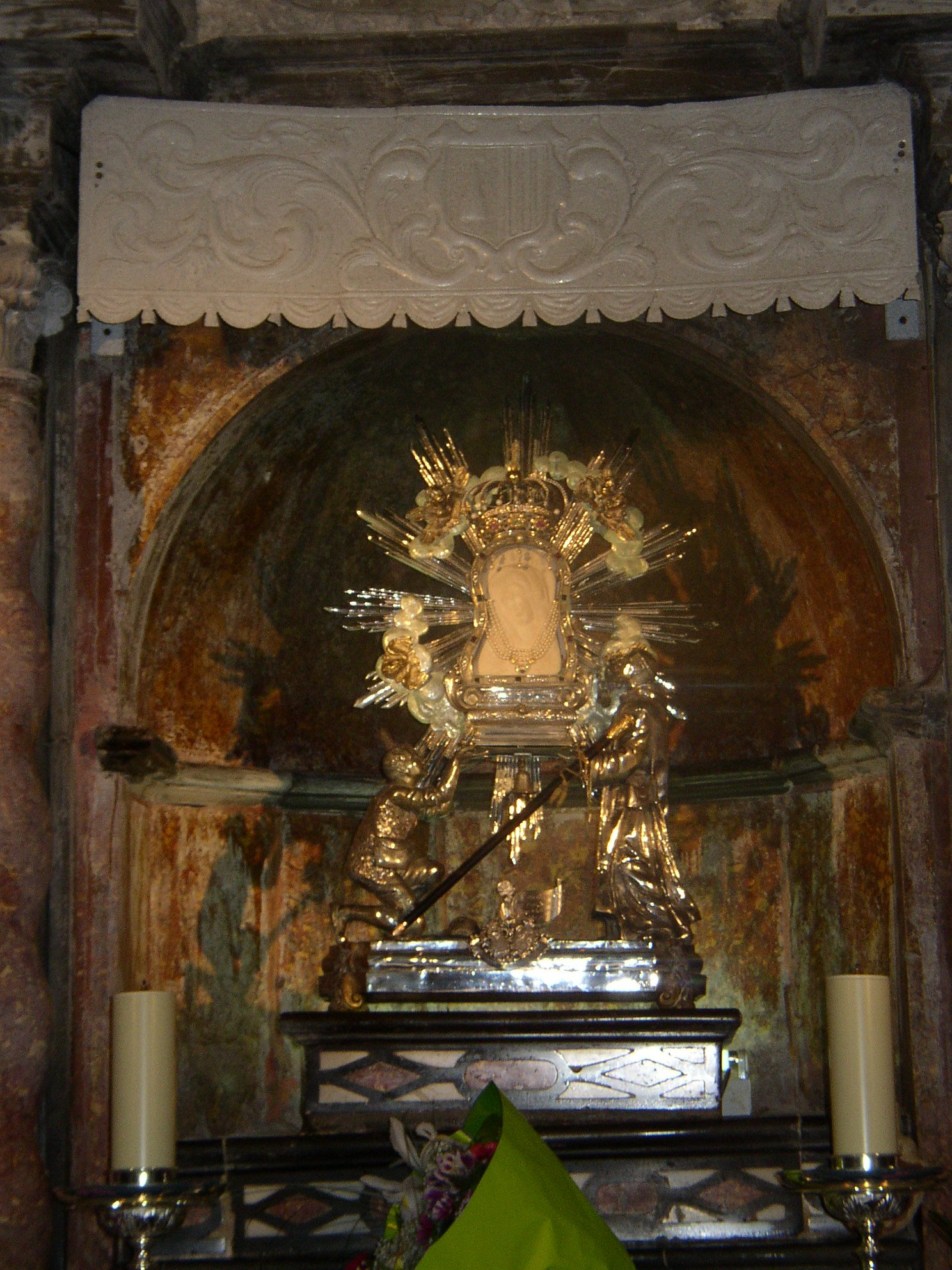
Imagen de la Virgen de la Cueva Santa

La diócesis de Segorbe fue erigida en el siglo VI. Aunque algunos historiadores han adelantado hipótesis según las cuales la fundación de la diócesis se remonta a siglos anteriores, no hay constancia documental anterior a 589, año en el que el obispo Próculo intervino en el tercer Concilio de Toledo.
A principios del siglo VIII Segorbe sufrió la invasión musulmana, que supuso el abandono de la sede y la interrupción de la sucesión episcopal, que se reanudaría recién en el último cuarto del siglo XII.
Entre los años 1160 y 1168 el caballero navarro Pedro Ruiz de Azagra, se convirtió en señor de Albarracín, y deseó refundar la supuesta antigua diócesis de la zona, pero el papa Adriano IV, donó la iglesia de la ciudad a la de Zaragoza, decisión apoyada por el rey de Aragón Alfonso II el Casto, que también la donó a aquella sede. Pese a ello, Pedro Ruiz de Azagra, trató de fundar silla episcopal en Albarracín. El obispo de Zaragoza, se opuso a la erección de este obispado y obtuvo dictamen favorable de la Santa Sede, declarando a Albarracín sujeta a la sede cesaraugustana. Pedro Ruiz de Azagra, recurrió al arzobispo de Toledo, que usando la facultad que había otorgado el papa Urbano II al primer arzobispo de Toledo de nombrar obispos en lugares que se hubieran conquistado y él creyese oportuno, concedió a Pedro Ruiz de Azagra su deseo. En 1172 Martín juró obediencia al metropolitano de Toledo, tomando cómo título el de obispo arcabricense, dado que durante la reconquista no se fundaban nuevas diócesis, sino que se procuraba restablecer las antiguas.
En 1200 la iglesia del Santísimo Salvador de Albarracín fue consagrada como catedral. En los años cuarenta del siglo XIII, tras la reconquista de la ciudad de Valencia en 1238, comenzaron las disputas en torno a los límites diocesanos. En este período los obispos adquirieron importancia y derechos. 
Cuatro años más tarde, en Albarracín era ya común sentir que dicha tierra no perteneció a Arcabria, sino a la antigua diócesis de Segorbe, apoyándose en las antiguas divisiones territoriales del rey Wamba. A consecuencia de este hecho, se obligó al obispo Martín a tomar el título de obispo de Segorbe y de Albarracín, aunque Segorbe, todavía no estaba conquistada. El papa Gregorio IX y el papa Inocencio IV, exhortaron a la nobleza castellana y a la aragonesa para que tomasen dicha ciudad a los moros. Cuando se conquistó Segorbe en 1245, la sede episcopal se trasladó de Albarracín a Segorbe. En 1247 el papa Inocencio IV ordenó que se unieran las dos Iglesias, el obispo tomó posesión de Segorbe y erigió allí una nueva catedral. En 1259 la Santa Sede sancionó la unión de las dos diócesis bajo el nombre de diócesis de Segorbe-Albarracín, unidas definitivamente a principios de los años sesenta del mismo siglo con la bula Petitio Vestra por el papa Alejandro IV.

### Territorio histórico
Gracias a los pleitos de la diócesis de Segorbe-Albarracín con la archidiócesis de Tarragona, el papa Juan XXII elevó la cátedra de Zaragoza al rango de archidiócesis, dándole por sufragánea la diócesis de Segorbe-Albarracín.
Más tarde, Segorbe-Albarracín, tuvo grandes disputas territoriales con la sede de Valencia, ya que esta alegaba sus derechos sobre varias iglesias de Segorbe: la Villa de Altura, Alpuente, Aras, Arcos, Andilla, Villahermosa del Río, Cortes, Zucaina, Castillo de Villamalefa, Puebla de Arenoso, Jérica y hasta 32 iglesias más, de las cuales, Valencia cobraba rentas, por la donación en 1245 por parte del rey moro de Valencia Zeit Abuzeit al rey Jaime I. El obispo de Valencia, Arnaldo de Peralta, tomó a mano armada la Iglesia de Segorbe y echó al prelado segobricense. La Santa Sede zanjó la cuestión en favor del obispo de Segorbe-Albarracín, aunque muchos de los territorios ocupados, quedaron en manos de la mitra valenciana (hasta el reajuste de circunscripciones en 1953 año en el que se desprendió un grupo de 22 iglesias que formaban un exclave en la provincia de Castellón).

### Composición del obispado
La diócesis de Segorbe-Albarracín, estaba compuesta por un cabildo común, un deán común, un tesorero en común y un chantre común, pero cada iglesia tenía un arcediano propio y seis canónigos.
En el siglo XIII la elección del obispo correspondía al cabildo, aunque el poder real se opusiera al derecho. Miguel Sánchez no pudo tomar posesión del obispado para el que había sido legítimamente elegido, porque el rey de Aragón apoyó a otro candidato.
En el siglo XIV hubo otros conflictos con las órdenes militares de Montesa y Calatrava por los diezmos de algunos lugares, que también necesitaba la diócesis para financiar la construcción de las dos catedrales, que prosiguió desde el siglo anterior y continuará hasta el primer cuarto del siglo XVI. Elías de Perigueux, en 1347 fue el primer obispo elegido por el papa.

### El fin del obispado de Segorbe-Albarracín

#### La paz
El arcedianato de Alpuente, fue una de las iglesias que se quedó Valencia después de las disputas de los dos obispados. Pero, esta fue la única devuelta (en 1347 por sentencia de la Curia Romana). A partir de entonces, las iglesias de Segorbe y Albarracín permanecieron unidas 318 años.

#### La separación
El papa Gregorio XIII, a instancias de Felipe II de España, disolvió la unión alegando, en la bula Regimini universalis publicada el 21 de julio de 1577 las siguientes razones: Segorbe pertenecía al Reino de Valencia y Albarracín al de Aragón; todos los canónigos, residían en Segorbe y, el culto en Albarracín estaba abandonado debido a la gran población morisca. También aprovechó la vacante del arzobispado de Zaragoza y la del obispado de Segorbe-Albarracín.
La orden, fue bien acogida en Albarracín, pero no en Segorbe, que retrasó la separación 20 años. El nuevo obispado de Albarracín, fue proclamado sufragáneo de Zaragoza, mientras que el de Segorbe, lo fue de Valencia.
A principios del siglo XVII el obispo Pedro Ginés de Casanova reorganizó las parroquias de la diócesis y creó nuevas fundaciones religiosas. En los años setenta del mismo siglo se fundó el seminario diocesano.
También fue destacable el largo episcopado de Lorenzo Gómez de Ahedo (1784-1809), consolidando el seminario, trasladando el hospital y el cementerio a nuevas ubicaciones y comprometiéndose con la biblioteca del seminario y el archivo diocesano. Apasionado de la agricultura y la botánica, dio impulso a nuevos cultivos. Reconstruyó la catedral en formas neoclásicas.
También fue interesante la figura del dominico Domingo Canubio Alberto, obispo a mediados del siglo XIX, profesor de filosofía y teología, quien incrementó el culto a la Virgen y a los santos. Predicó personalmente el dogma de la Inmaculada Concepción en 1854, el primero en España. Durante una epidemia de cólera ayudó personalmente a los enfermos.
Su sucesor Joaquín Hernández y Herrero reorganizó la diócesis en parroquias y arciprestazgos.
El siglo XIX finalizó con el episcopado de Francisco de Asís Aguilar y Serrat, fundador de numerosas obras sociales, como la Caja de Ahorros, escritor y periodista, fundador del boletín diocesano. Tomó parte contra el anticlericalismo de su tiempo y defendió el derecho de la Iglesia a intervenir en la política.
El obispo Miguel Serra Sucarrats fue encarcelado al comienzo de la guerra civil española en 1936 y martirizado el 9 de agosto del mismo año. La reconstrucción de la diócesis, que permaneció vacante hasta 1944, fue encomendada a Ramón Sanahuja y Marcé.

### La nueva diócesis
El Concordato entre la Santa Sede y España y el intento de adaptar las diócesis a los límites provinciales civiles propició la configuración actual de la nueva diócesis. 
El 6 de junio de 1957 se amplió con la adquisición de la parroquia de Gátova y todas las demás parroquias de la archidiócesis de Valencia que estaban situadas en la provincia de Castellón.
El decreto de la Sagrada Congregación Consistorial Quum sollemnibus Conventionibus, de 31 de mayo de 1960, desmembró del territorio de la diócesis de Segorbe las parroquias e iglesias filiales pertenecientes a la provincia de Valencia, las cuales fueron agregadas a la archidiócesis de Valencia. De la misma manera, de la diócesis de Tortosa fueron desmembradas las parroquias e iglesias filiales de los arciprestazgos de Nules, Villarreal, Castellón de la Plana, Lucena y Albocácer. Lo mismo ocurrió con la parroquia de Bechí, que como enclave, perteneció a la diócesis de Teruel hasta 1956.
El 31 de mayo de 1960, a raíz de la bula Illas in Ecclesia del papa Juan XXIII, la iglesia de Santa María de Castellón de la Plana fue elevada a concatedral y la diócesis asumió el actual nombre de diócesis de Segorbe-Castellón de la Plana.
Asimismo se alegó que Castellón estuviera descontenta con el obispado de Tortosa ya que, tanto el pueblo como las autoridades locales, estaban indignadas por el trato recibido por parte de los obispos dertosenses, que no acudían a las grandes celebraciones religiosas castellonenses como: la Romería de les Canyes, las fiestas de la Virgen de Lidón, el Corpus Christi, etc. La propaganda del franquismo presentó la unión de las dos iglesias, como un motivo de alegría en todas las iglesias castellonenses.
Como hecho histórico Castellón fue el centro de la diócesis debido a que el obispo de Tortosa fray Antonio José Salinas y Moreno (1790-1814) mandó construir el palacio epíscopal en la ciudad, como residencia en sus largas estancias en Castellón.
El 12 de mayo de 1961, con la carta apostólica Valde expedit, el papa Juan XXIII proclamó a la Santísima Virgen María de la Cueva Santa y a san Pascual Baylón como patronos principales de la diócesis.
En abril de 2006 Casimiro López Llorente fue nombrado obispo titular de Segorbe-Castellón por el papa Benedicto XVI. López había sido obispo de Zamora durante 5 años previamente.

## Estadísticas
Según el Anuario Pontificio 2021 la diócesis tenía a fines de 2020 un total de 422 215 fieles bautizados.
| Año                                                                             | Población            | Población | Población      | Sacerdotes | Sacerdotes    | Sacerdotes    | Bautizados por sacerdote | Diáconos permanentes | Religiosos | Religiosos | Parroquias |
| Año                                                                             | Bautizados católicos | Total     | % de católicos | Total      | Clero secular | Clero regular | Bautizados por sacerdote | Diáconos permanentes | Varones    | Mujeres    | Parroquias |
| ------------------------------------------------------------------------------- | -------------------- | --------- | -------------- | ---------- | ------------- | ------------- | ------------------------ | -------------------- | ---------- | ---------- | ---------- |
| 1950                                                                            | 80 000               | 80 020    | 100.0          | 97         | 56            | 41            | 824                      |                      | 4          | 68         | 69         |
| 1970                                                                            | 310 189              | 310 430   | 99.9           | 267        | 193           | 74            | 1161                     |                      | 122        | 640        | 148        |
| 1980                                                                            | 363 446              | 364 308   | 99.8           | 243        | 180           | 63            | 1495                     |                      | 104        | 574        | 148        |
| 1990                                                                            | 382 094              | 383 474   | 99.6           | 229        | 163           | 66            | 1668                     | 3                    | 106        | 534        | 148        |
| 1999                                                                            | 386 815              | 388 238   | 99.6           | 220        | 159           | 61            | 1758                     | 3                    | 76         | 402        | 148        |
| 2000                                                                            | 395 306              | 396 757   | 99.6           | 235        | 159           | 76            | 1682                     | 4                    | 102        | 457        | 128        |
| 2001                                                                            | 395 306              | 396 757   | 99.6           | 238        | 162           | 76            | 1660                     | 4                    | 102        | 450        | 127        |
| 2002                                                                            | 398 566              | 401 377   | 99.3           | 248        | 173           | 75            | 1607                     | 4                    | 89         | 470        | 148        |
| 2003                                                                            | 402 965              | 412 990   | 97.6           | 240        | 156           | 84            | 1679                     | 4                    | 91         | 422        | 148        |
| 2004                                                                            | 420 301              | 440 746   | 95.4           | 245        | 169           | 76            | 1715                     | 4                    | 88         | 430        | 146        |
| 2010                                                                            | 434 100              | 510 725   | 85.0           | 222        | 197           | 25            | 1955                     | 3                    | 36         | 385        | 147        |
| 2014                                                                            | 438 000              | 513 500   | 85.3           | 194        | 180           | 14            | 2257                     | 3                    | 22         | 363        | 146        |
| 2017                                                                            | 389 400              | 494 325   | 78.8           | 206        | 186           | 20            | 1890                     | 3                    | 30         | 331        | 146        |
| 2020                                                                            | 422 215              | 492 253   | 85.8           | 205        | 190           | 15            | 2059                     | 3                    | 20         | 277        | 146        |
| Fuente: Catholic-Hierarchy, que a su vez toma los datos del Anuario Pontificio. |                      |           |                |            |               |               |                          |                      |            |            |            |

Según cifras oficiales, en el curso 2018-2019 se formaron 18 seminaristas en la diócesis: 5 en el Seminario Mayor diocesano y 13 en el Seminario Redemptoris Mater local. Además, se ordenó un nuevo sacerdote.